# Nkana Football Club
Nkana Football Club, conhecido também como Nkana Red Devils é um clube de futebol da cidade de Kitwe na Zâmbia. Eles mandam seus jogos no Scriveners Stadium, também conhecido como Nkana Stadium. O clube foi fundado com o nome de Rhokana United Football Club antes de ser alterado para Nkana Red Devils. Em 1990, o clube foi vice-campeão da Copa Africana dos Campeões, a única equipe da Zâmbia a conseguir chegar a decisão deste torneio.

## História
Nkana Football Club é um dos clubes mais antigos do futebol zambiano, fundado em 1935 em Kitwe. O clube tem como os anos 80 e 90 a sua época de ouro conquistando nesse período a maioria de seus títulos, alem de ficar em superioridade de torcida com seu maior rival o Power Dynamos.

## OKitwe Derby
O Kitwe Derby é o nome por qual é conhecido o clássico zambiano entre Power Dynamos e Nkana, este é um dos jogos de mais rivalidade no futebol africano, talvez apenas ofuscado em termos de competitividade pelo Soweto Derby (Pirates e Chiefs) na África do Sul.

## Títulos do clube
- Copa Africana dos Campeões (segundo lugar): 1

1990
- Zambian Premier League: 13

1982, 1983, 1985, 1986, 1988, 1989, 1990, 1992, 1993, 1999, 2001, 2013, 2019-20
- Zambian Cup: 6

1986, 1989, 1991, 1992, 1993, 2000
- Zambian Challenge Cup:  7

1964, 1966 (com o nome de Rhokana United)
1992, 1993, 1998, 1999, 2000
- Zambian Charity Shield: 3

2000